# Placidus Hieber von Greifenfels
Placidus Hieber von Greifenfels, né le 22 octobre 1615 à Füssen et mort le 12 septembre 1678 à Lambach (Haute-Autriche), est un bénédictin autrichien qui fut abbé de l'abbaye de Lambach.

## Biographie

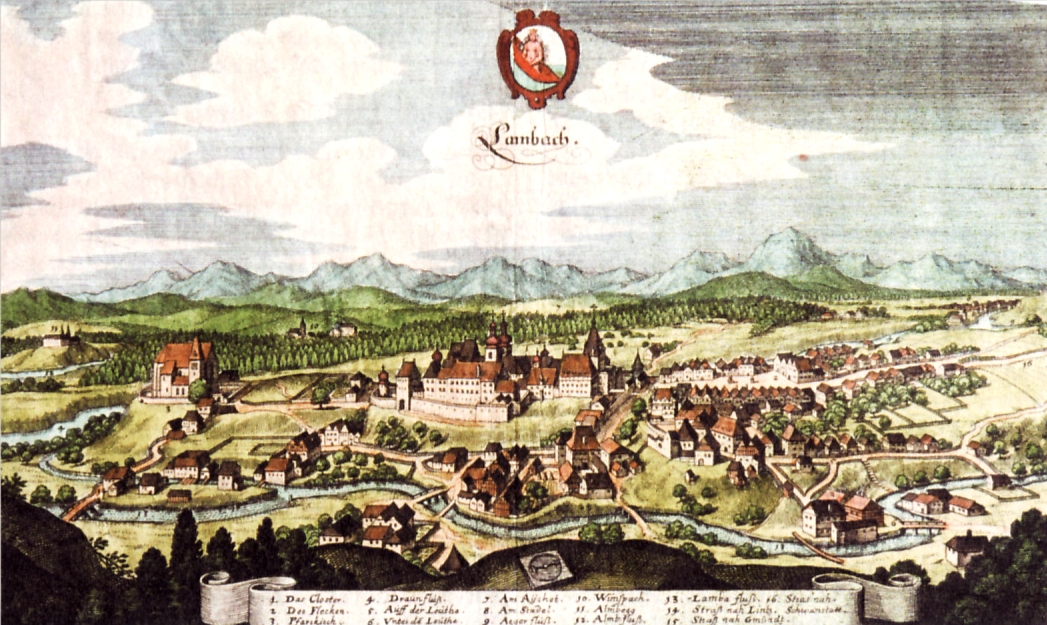
Gravure de l'abbaye de Lambach en 1647

C'est en 1631 qu'il entre à l'abbaye de Lambach fondée au XIe siècle. Il étudie la théologie à Graz et à Salzbourg et devient diacre en 1638. La même année, il est nommé prieur de son abbaye. Un an plus tard, en décembre 1639, il est ordonné prêtre et élu abbé en mai 1640. C'est ainsi qu'en deux ans, ce qui est exceptionnel, il devient prêtre, prieur et abbé. Il n'a que vingt-cinq ans.
Cette carrière s'explique moins par ses qualités spirituelles ou par ses qualités mondaines, que par son œuvre politique et ses résultats de bâtisseur en faveur de son abbaye. Il demeure dans l'histoire de l'abbaye, fondée à la fin du Haut Moyen Âge, comme son second fondateur, à l'instar d'autres abbés à cette époque qui rebâtirent et agrandirent leur abbaye dans le goût et l'esprit baroques. Il a été réélu trois fois en qualité d'abbé, en 1653, 1666 et 1677, avec le rang de prélat. Il a été nommé nonce apostolique par l'évêque de Vienne en 1664. Cela marque alors la reconnaissance de l'Église des réussites de P. Hieber von Greifenfels, de sa détermination à redonner de l'éclat à son abbaye, un siècle après la première attaque des Ottomans qui obligea chaque abbaye à verser un tiers de ses revenus pour couvrir les coûts de la guerre.
L'abbaye de Lambach devient sous son abbatiat un lieu accueillant et brillant des esprits de l'époque qui sont reçus avec largesse. Elle reçoit non seulement la noblesse locale, mais également la noblesse de Vienne et même l'empereur et l'impératrice, ainsi que des lettrés et des dignitaires de son époque. La réception de l'empereur Léopold a lieu avec faste, le 9 septembre 1658, sur le chemin du retour de son couronnement à Francfort. L'abbaye est placée sur la route principale qui traverse la Haute-Autriche, ce qui lui permet d'accueillir ses visiteurs selon la tradition bénédictine. S'il n'y a pas de visiteur en semaine, l'abbé prend l'habitude d'inviter à sa table, sa mensa abbatis, deux de ses moines.
Son style de vie fastueux est vivement critiqué par certains de ses confrères. Il souffre d'une intoxication alimentaire après un repas, le vendredi 9 septembre 1678. Il meurt le 12 septembre suivant à l'âge de soixante trois ans. Le P. Ernst Kücher, maître des cuisines, avoue sa faute. Il quitte l'ordre et retourne à l'état laïc pour être jugé devant les tribunaux civils le 29 novembre suivant.

## Source
- (de) Cet article est partiellement ou en totalité issu de l’article de Wikipédia en allemand intitulé « Placidus Hieber von Greifenfels » (voir la liste des auteurs).